# LINEマンガ
- ネイバー (企業) > LINEマンガ
- LINEヤフー > LINE (アプリケーション) > LINEマンガ

LINEマンガ（ラインマンガ）は、LINE Digital Frontierによって運営され、LINEプラットフォームと連携している日本のウェブコミック配信サービス。

## 概要
連載を伴う無料・有料話売りの「曜日連載」「毎日無料」と単行本単位のコミックス販売をする「単行本」、ユーザーによる自由漫画投稿および共有サービスの「インディーズ」3種のサービスを提供するプラットフォームであり、アプリ・WEB、タブレットなどに対応している。
2020年3月・4月のAppAnnie国内アプリダウンロード数が2700万を突破し、月間アクティブユーザー数、アプリユーザー平均利用時間でスマホマンガアプリ業界1位を記録中である。
インプレス総合研究所の「電子書籍ビジネス調査報告書2021」によると、Kindleストアを抜いて、日本で1番に利用されている電子書籍サービス・アプリである。
2022年3月にLINEマンガ運営会社のLINE Digital Frontierがイーブックイニシアティブジャパンを子会社化したことにより、LINEマンガとebookjapanのバックエンド業務が共通化された。

## 沿革
- 2013年（平成25年）
  - 4月9日 - LINE株式会社（現・Aホールディングス株式会社）により、LINEマンガのサービスを開始[5]。
- 2014年（平成26年）
  - 8月13日 - 無料連載サービスを開始[6]。
- 2015年（平成27年）
  - 7月21日 - LINEマンガ編集部によるオリジナル作品の配信を開始[7]。
  - 2月25日 - オリジナル作品投稿サービス「LINEマンガ インディーズ」を開始[8]
- 2016年（平成28年）
  - 1月15日 - LINE株式会社が発行し、日販アイ・ピー・エス株式会社が販売協力する漫画レーベルとして、LINEコミックスを創刊[9]。
- 2018年（平成30年）
  - 7月2日 - LINE株式会社の簡易新設分割により、LINE Digital Frontier株式会社が設立され、LINEマンガ及びLINEコミックスの運営元が同社に異動[10]。
- 2019年（平成31年・令和元年）
  - 1月18日 - XOYのサービスを終了し、LINEマンガにサービスを統合[11]。
- 2023年（令和5年）
  - 4月 - LINEコミックスの事業を終了。
  - 12月 - 分業制によるWEBTOON制作スタジオ「LINE MANGA WEBTOON STUDIO」始動[12]
- 2025年（令和7年）
  - 4月 - LINEマンガにおいて、オリジナルのwebtoon・横読みマンガを生み出す企画・制作・ 編集部門を「LINEマンガ WEBTOON STUDIO」とし、作品・作家募集ページをリニューアル[13]

## 主なオリジナル連載作品
- アーチェリーボーイ（見原由真）
- 一度死んでみた（澤本嘉光・葛目迅）
- うわようじょつよい（派手な看護婦）
- 偽装不倫（東村アキコ）
- 困ったじいさん（大江しんいちろう）
- クレバテス-魔獣の王と赤子と屍の勇者-（岩原裕二）
- 3Bの恋人〜付き合ってはいけない職業男子との恋遊戯〜（横山もよ）
- スマホを落としただけなのに（志駕晃・嶋田ひろあき）
- 零の欠片 ゼロフラグメント（Teamきゃら・窮月ひなた）
- 閃光ライド（スズキイッセイ）
- 先輩はおとこのこ（ぽむ）
- 鈍色の箱の中で（篠原知宏）
- 左廻しのオデット（Perico）
- 文学処女（中野まや花）
- LINEの答えあわせ〜男と女の勘違い〜（蜆ツバサ）

## LINE Digital Frontier
LINE Digital Frontier株式会社（ラインデジタルフロンティア、英: LINE Digital Frontier Corporation）は、WEBTOON Entertainmentの子会社で、東京都品川区に本社を置く日本の電子漫画サービス会社。

### 沿革（LDF）
- 2018年（平成30年）
  - 7月2日 - LINE株式会社（現・Aホールディングス株式会社）の簡易新設分割により、LINE Digital Frontier株式会社として設立。出澤剛が代表取締役社長に就任[10]。
- 2020年（令和2年）
  - 8月3日 - LINE株式会社が、保有する全株式をWEBTOON Entertainment Inc.に譲渡し、同社が親会社に異動。出澤剛が代表取締役社長を退任し、金俊九が代表取締役CEOに就任[15]。
- 2021年（令和3年）
  - 10月1日 - 株式会社イーブックイニシアティブジャパンに対する株式公開買付けを開始[16]。
  - 11月15日 - 株式会社イーブックイニシアティブジャパンに対する株式公開買付けが成立し、同社の株式の34.35%を取得[17]。
- 2022年（令和4年）
  - 3月31日 - 株式会社イーブックイニシアティブジャパンの全株式を取得し、同社を完全子会社とする[18]。
  - 7月1日 - 金俊九が代表取締役CEOを退任し、髙橋将峰が代表取締役社長CEOに、金信培が代表取締役CGO[注釈 1]に就任[19]。
- 2023年（令和5年）
  - 12月25日  - 株式会社セルシスと資本業務提携契約を締結[20]
- 2024年（令和6年）
  - 9月1日 - 株式会社イーブックイニシアティブジャパンを吸収合併[21]。
  - 12月23日 - デジタルコミックエージェンシーの株式会社ナンバーナインと資本業務提携契約を締結（出資比率9.10％）[22]

### 自社サービス
- LINEマンガ - LINEプラットフォームと連携している日本のウェブコミック配信サービス
- ebookjapan - LINEヤフーと共同で提供する日本の電子書籍サービス
- bookfan - Yahoo!ショッピング、楽天市場ほかで出店している日本の紙書籍オンライン販売サービス

### グループサービス
- WEBTOON（LINE WEBTOON） - 親会社WEBTOON Entertainment Inc.が提供するグローバルマンガアプリ
- NAVER WEBTOON - 韓国のマンガアプリ
- NAVER WEB NOVELS - 韓国のウェブ小説サイト
- Munpia - 韓国のウェブ小説サイト
- SERIES - 韓国の電子書籍サービス
  - SERIES ON - 韓国の動画配信サービス
- Wattpad - グローバルウェブ小説プラットフォーム